# Here Comes the Rain Again
Here Comes the Rain Again er den tredje single fra albummet Touch, der blev udgivet i 1984. Det er skrevet og sunget af Eurythmics. Den er en klassisk Eurythmics-sang både, hvad lyrik og musikmæssigt.
Sætningen "Walk with me, like lovers do, talk to me, like lovers do" fra sangen er senere blevet brugt af Platinum Weird's Taking Chances og senere, i 2007, blevet sunget af Céline Dion som coverversion.
'Here Comes the Rain Again blev også Eurythmics' andet top 10-hit i USA og deres hit nummer otte hjemme i Storbritannien.

## Hitliste-pladser
- I Danmark – 7 (4 uger)
- I Storbritannien – 8
- I USA, på Billboard's 'Hot 100' – 4
- I USA – på 'Hot Dance Club Play'-listen – 4
- I Norge – 10
- I Schweiz – 19
- I Sverige – 20
- I Australien – 16